# Waraos
 (mai 2015).
Les Waraos sont un important groupe ethnique amérindien de près de 30 000 personnes, réparties sur les territoires côtiers du Venezuela et du Guyana. Les Warao parlent le warao qui est une langue agglutinante.
Le terme Warao en langue warao signifierait selon les anthropologues spécialisés en langue amérindienne[Qui ?], Wa : « homme/navigateur » et Rao : « barque/pirogue » ou encore Wa : « homme/habitant et Rao : « marais/lagune ». 

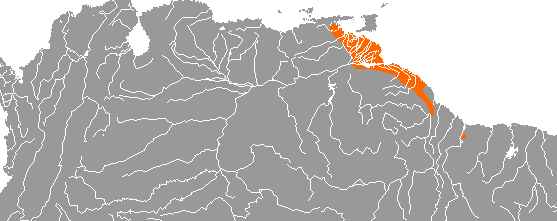
Localisation de la langue Warao.

## Présentation

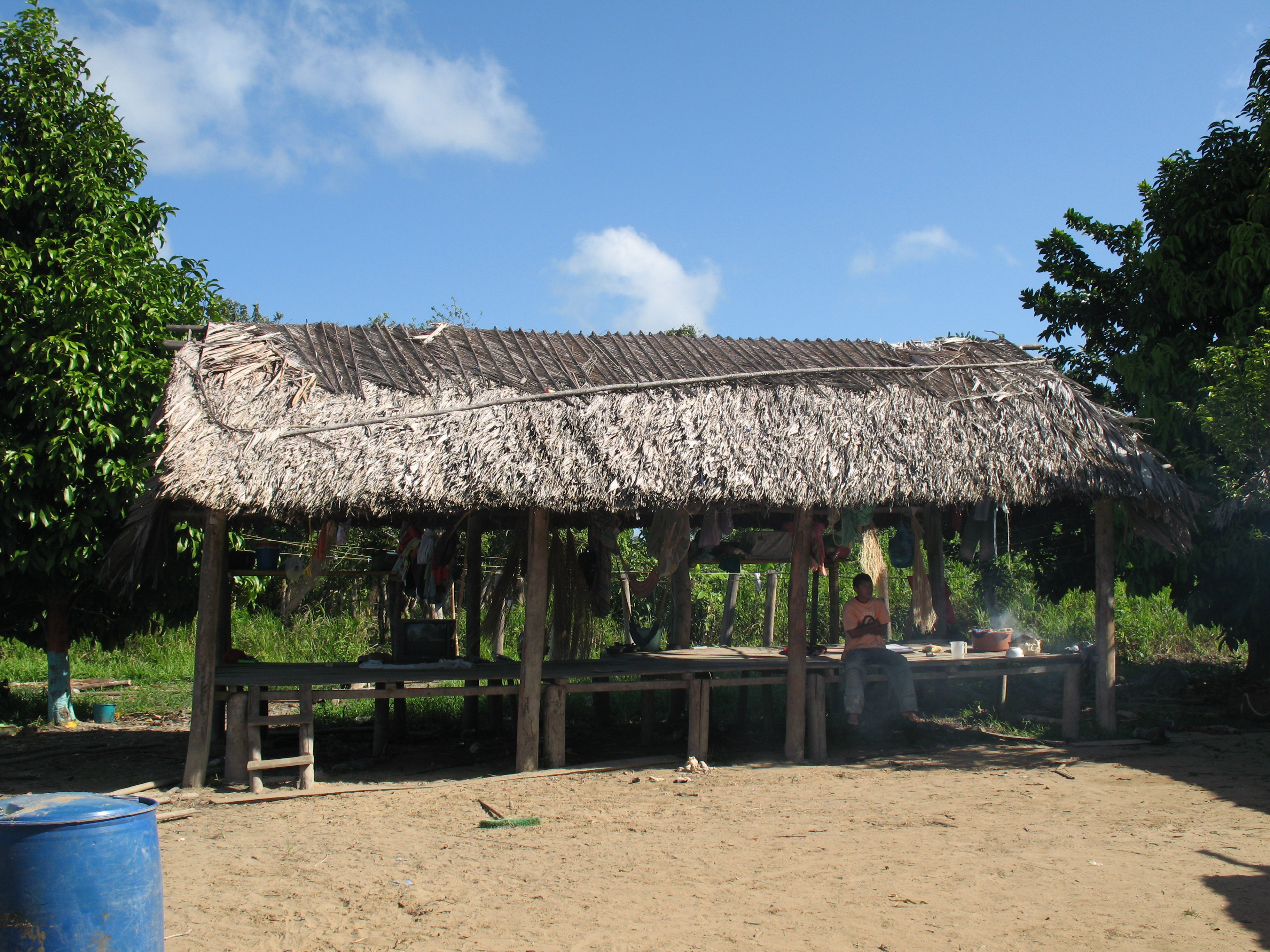
Hutte traditionnelle Warao.

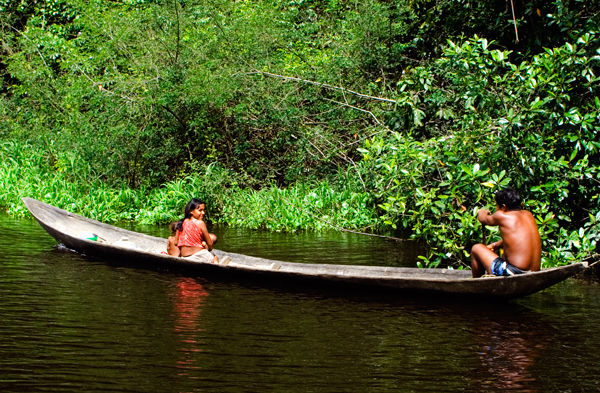
Warao sur une pirogue.

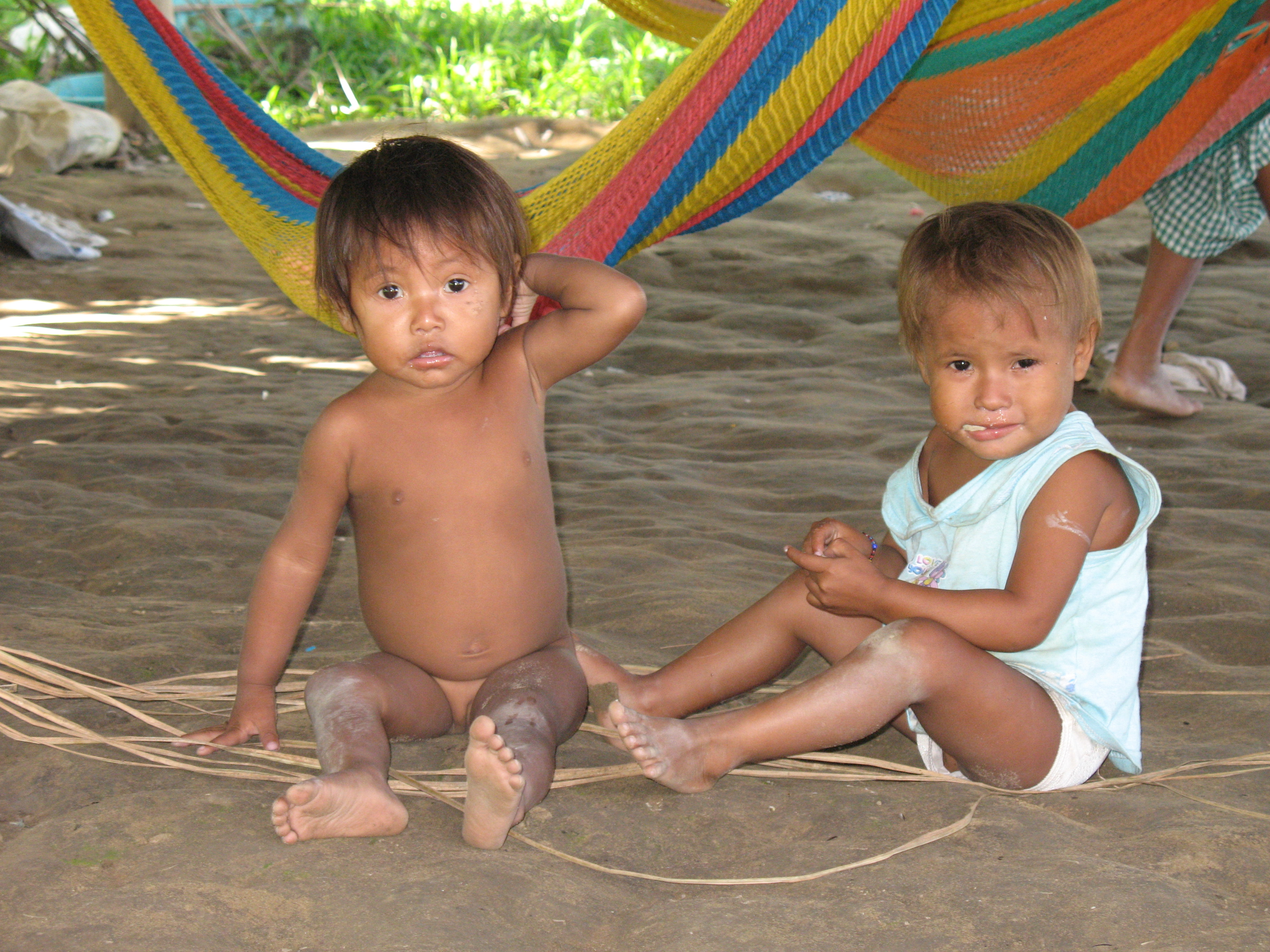
Enfants Warao.

Le territoire des Warao s'étend sur le delta du fleuve l'Orénoque jusqu'au nord-ouest du Guyana où vivent un millier de Warao.
Il existe autour de 250 villages formant des cités lacustres et se composant de huttes sur pilotis en raison de la présence des marécages près desquels ils vivent. Parfois, un groupe de maisons est construit sur une plateforme unique faite d'un grand nombre d'arbres. Les villages possèdent une fosse de cuisson au four d'argile situé dans le centre. Le mobilier se compose essentiellement de hamacs et de tabourets en bois, parfois sculptés en formes d'animaux.
Les Warao se déplacent le plus souvent en pirogues, soit de petites tailles soit très grandes, appelées « bongo », qui peuvent embarquer près d'une cinquantaine de passagers.
Leur base alimentaire demeure le poisson. Ils mangent également des crabes, des fruits et des légumes. Les Waraos pratiquent l'horticulture. Ils ne chassent pas et ne consomment pas de viande en raison de tabous ancestraux.

## Société matrilocale et matrilinéaire
Les Warao vivent dans une société matrilocale. C'est l'homme qui se déplace vers la famille de sa future épouse pour se marier. La naissance d'une fille a été traditionnellement considérée comme plus importante que celle d'un fils.
Traditionnellement, le jeune homme doit construire une maison, faire une pirogue et créer un jardin potager. Les femmes restent toute leur vie dans la cellule familiale et constituent le fondement de la société. Les règles sont le mariage exogame, c'est-à-dire que le mari doit venir d'un autre village. Les époux ne peuvent donc pas être directement liés, afin d'éviter toute consanguinité.
Pendant le mariage, l'homme apporte les fruits de son travail (principalement de la pêche) dans le ménage de ses beaux-parents. Les parents de la femme peuvent décider de séparer leur fille d'un homme qu'ils ne jugent pas à la hauteur de ses tâches.
En cas de séparation du couple, la propriété entière demeure à la femme. En outre, l'héritage de la propriété sont régis par les droits matrilinéaires, qui tisse un lien prépondérant de la mère à ses filles. Aujourd'hui, cette structure a changé, et les hommes profitent du cadre juridique des États souverains (Venezuela et Guyana).

## Contacts avec les Européens
En 1599, le conquistador Alonso de Ojeda remonte le fleuve Orénoque. À la vue de ses villages sur pilotis édifiés sur les eaux, Ojeda compare ses cités lacustres à la ville de Venise dont les bâtiments sont bordés par de nombreux canaux. Il nomme cette région Venezuela, la « Petite Venise ».
La difficulté du terrain a en partie préservé les Waraos de l'extermination par les guerres, l'esclavage et les pandémies. Les Waraos ne sont pourtant pas à l'abri d'infections récentes, puisque près d'une quarantaine de Waraos sont morts en 2008 d'une maladie infectieuse. Ils ont néanmoins subi une acculturation, la migration et la pauvreté dans le delta de l'Orénoque au cours de ces dernières décennies. 
L’actuelle crise économique, sociale et politique au Venezuela pousse des Waraos, comme plusieurs dizaines de milliers d'autres citoyens du pays, à aller chercher de meilleures conditions de vie au Brésil, et notamment à Boa Vista qui est la grande ville brésilienne la plus proche de la frontière entre le Brésil et le Venezuela, amenant en octobre 2016 le gouvernement de l’État du Roraima à réclamer l’aide de la fédération brésilienne. Les Waraos — venus du delta de l'Orénoque en canot, puis en autocar, auto-stop ou taxi —  sont particulièrement mal acceptés et font l’objet de mesures d'expulsion du Brésil. Ils reviennent cependant ensuite dans ce pays.

### Filmographie
- (en) The legacy of Antonio Lorenzano, film de Paul Henley, Royal anthropological institute, London, 2013, (cop. Granada centre for visual anthropology, University of Manchester, 2000), 46 min (DVD)